# Вијано (Милано)
Вијано (итал. Viano) је насеље у Италији у округу Милано, региону Ломбардија.
Према процени из 2011. у насељу је живело 27 становника. Насеље се налази на надморској висини од 104 м.